# Silent Hill: Play Novel
Silent Hill: Play Novel est un jeu vidéo de type sound novel développé et édité par Konami en 2001 sur Game Boy Advance. Il fait partie de la série Silent Hill. Il s'agit de l'unique portage de la série sur Game Boy Advance et était disponible au lancement de la console. Le jeu n'est paru qu'au Japon.

## Scénario
Le jeu est un spin-off de la série et reprend des cinématiques de Silent Hill premier du nom. Le jeu propose 3 scénarios qui reprennent l'histoire découverte dans Silent Hill 1. Au début seul le scénario de Harry est disponible, le scénario de Cybil Bennett se débloque après avoir terminé celui de Harry. Un troisième scénario était téléchargeable avec le personnage inédit de Andy.

## Système de jeu
Il s'agit d'un sound novel, l'interactivité est beaucoup plus restreinte que dans la plupart des jeux vidéo. Le jeu est constitué d'une succession de textes et d'images fixes qui racontent l'histoire. À certaines occasions, le joueurs peut choisir entre deux réponses, il se déplace alors à la manière d'un Livre dont vous êtes le héros. Quelques rares énigmes (3 dans le premier scénario) apparaissent au cours de l'aventure.
À la fin du premier scénario se débloque un second scénario narrant les aventures de Cybil.